# 득량도
득량도(得粮島)는 보성군과 고흥군 사이에 있는 득량만의 섬이다. 조선 시대에는 장흥부에 속하였다가 구한말에 완도군, 1914년 이래 고흥군 도양면에 소속되어 현재에 이르고 있다.